# JOSS
JOSS (acrónimo de JOHNNIAC Open Shop System) fue uno de los primeros lenguajes de programación de tiempo compartido (compartir recursos de computación entre muchos usuarios a través de multitareas). Su predecesor fue ALGOL 58.
Fue desarrollado por J. Clifford Shaw en la empresa RAND y fue implementado por primera vez en un formato beta, en el ordenador JOHNNIAC en mayo de 1963. La implementación completa se desplegó en enero de 1964, soportando 5 terminales y la versión final llamada JOSS In, soportando a 10 terminales, se desplegó en enero de 1965. 
Fue escrito en lenguaje ensamblador simbólico, llamado EasyFox (E y F en un alfabeto fonético militar en los Estados Unidos de la época). EasyFox fue también desarrollado por Cliff Shaw. JOSS fue apodado "The Helpful Assistant” (El asistente útil) y es conocido por su interfaz de usuario coloquial. Originalmente las cintas de máquina de escribir verde/negro se utilizaron en sus terminales con el verde siendo usado para la entrada del usuario y negro para la respuesta del ordenador. Cualquier comando que no era conocido retornaba la respuesta "Eh?". 
JOSS II, fue desarrollado por Charles L. Baker, Joseph W. Smith, D. Irwin Greenwald, y Edward G. Bryan para las computadoras PDP-6 entre 1964 y febrero de 1966. Muchas variantes se han desarrollado y aplicado a una variedad de plataformas. Algunas de estas variantes se mantuvieron similares al original: TELCOMP, FOCAL, CAL, CITRAN, ISIS, PIL/I, JEAN (TIC 1900 series), mientras que otros, como MUMPS, se desarrollaron en distintas direcciones.
- Datos: Q974083
- Multimedia: JOSS (programming language) / Q974083